# Orenburgi egyezmény
Az orenburgi egyezmény vagy orenburgi szerződés az egykori Szovjetunió és a későbbi Oroszország, valamint Magyarország között 1979 és 1998 között fennálló egyezmény volt, amelynek értelmében Magyarországra a két ország közötti, évi 11 milliárd köbméter kapacitású földgázvezetéken keresztül évente 2,8 milliárd köbméter földgáz érkezett, amelyből 1,5 milliárd köbmétert beruházási hozzájárulás ellenértékeként kapott az ország.
Az orenburgi egyezmény 1998-ig a jamburgi egyezménnyel együtt a hazai földgázfelhasználás növekedéséhez teremtett biztos alapot. Magyarország számára a kilencvenes években előnyös volt, hogy az 1989-1990-es csúcs után importjának csak kis hányadát kellett beszereznie az azonnali piacon.